# Surinamščina
Surinamščina (Sranan Tongo, Sranan ali Sranantongo) je kreolski jezik, ki ga kot splošni sporazumevalni jezik (lingua franca) govori okrog 500.000 (80 %) prebivalcev Surinama. Jezik si namreč delijo nizozemsko, javansko, hindujsko in kitajsko govoreča skupnost.